# 天门冬
天门冬（学名：Asparagus cochinchinensis）是天门冬科天门冬属的植物，又稱絲冬、天棘、天文冬、萬藏籐、大當門根、天冬、明天冬。分布於華中及長江流域。

## 形态
多年生攀缘植物，地下有簇生纺锤形肉质块根；叶子退化不显著；由绿色线形叶状枝代替叶的功能。

## 分布
分布于老挝、朝鲜、越南、日本以及中国大陆的河北、海南、华东、山西、甘肃、陕西、貴州、廣西、雲南、安徽、湖北、河南、湖南、江西各省等地，生长于海拔1,750米的地区，一般生长在路旁、山坡、山谷、疏林下和荒地上，目前尚未由人工引种栽培。

## 别名
天冬草、三百棒（湖南）、丝冬（海南）、老虎尾巴根（湖北）。

## 异名
- Asparagus lucidaus Lindl

## 药用
天門冬為天门冬科多年生攀援草本植物。根稍肉質，分枝具棱或狹翅。葉狀枝通常3枚為一簇，扁平，鐮刀狀。葉鱗片狀，基部具硬刺。漿果紅色，其塊根為常用中藥材。

### 性味歸經
甘，苦，寒，有養陰清熱、化痰潤肺生津等作用。歸肺，腎經。

### 功效
- 清肺降火︰主治肺腎陰虛火旺，燥咳痰粘，勞嗽咳血等症，每與麥冬同用。
- 滋陰潤燥︰適用於津傷燥熱症。
- 熱傷氣陰，舌乾口渴，心煩體倦；必須與人參配用。
- 津傷腸燥，大便秘結。

### 主治
治療滋腎、虛勞、氣喘、咳嗽、吐血、消渴、便秘、盜汗、痛風、低熱不退等症。

## 外部連結
- 天門冬 Tianmendong（页面存档备份，存于） 藥用植物圖像數據庫 (香港浸會大學中醫藥學院) （中文）（英文）
- 天冬 中藥材圖像數據庫  (香港浸會大學中醫藥學院) （中文）（英文）
- 天冬 Tian Dong（页面存档备份，存于） 中藥標本數據庫 (香港浸會大學中醫藥學院) （繁體中文）（英文）

[在维基数据编辑]
 《欽定古今圖書集成·博物彙編·草木典·天門冬部》，出自陈梦雷《古今圖書集成》
 《植物名實圖考·天門冬》，出自吳其濬《植物名實圖考》